# Wapen van Niftrik
Het wapen van Niftrik toont een gouden koe op een blauw schild van de voormalige gemeente Niftrik in de Nederlandse provincie Gelderland. De officiële beschrijving luidt:
"Van lazuur, beladen met een koe staande op een terras, alles van goud."

## Geschiedenis
De wapens van Wijchen en Niftrik werden op 20 juli 1816 bevestigd. Beide wapens in rijkskleuren tonen grote overeenkomsten. Het wapen van Wijchen heeft de blazoenering:
Van lazuur beladen met een drift koeijen, staande op en terras, alles van goud.
Doordat de wapens werden bevestigd blijkt dat de wapens voor die datum al in gebruik waren geweest. De oorsprong en betekenis van het wapen is onbekend. Een mogelijkheid zou zijn dat de koe verband zou houden met de jaarlijkse veemarkt die in Wijchen werd gehouden. Echter, in Niftrik kende men geen veemarkt. In 1818 werd de gemeente opgeheven en toegevoegd aan Wijchen. De enkele koe van Niftrik werd aldus vervangen met een "drift koeien".

## Afbeeldingen

Niftrik
Wapen van Wijchen